# Wat Chedi Yot Thong

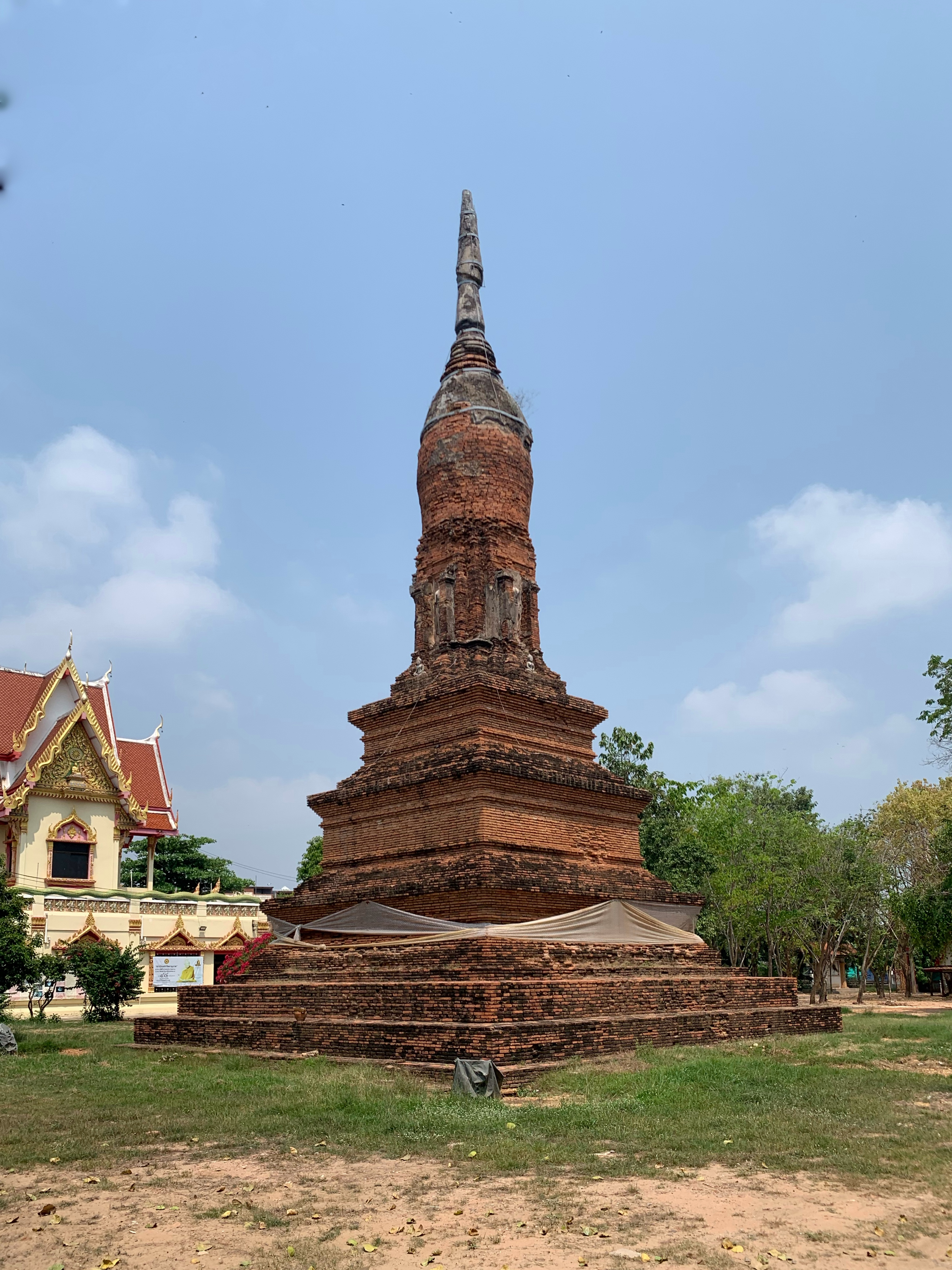
Chedi des Wat Chedi Yot Thong

Der Wat Chedi Yot Thong (Thai: วัดเจดีย์ยอดทอง, auch kurz: Wat Chedi Thong) ist eine buddhistische Tempelanlage (Wat) in Phitsanulok, Nord-Thailand.

## Lage
Der Wat Chedi Yot Thong liegt an der Phaya Suea-Straße nicht weit entfernt vom Ostufer des Flusses Mae Nam Nan (Nan-Fluss). Etwas weiter östlich liegt am Ende der Straße der Wat Aranyik.
Die alten Stadtmauern von Phitsanulok, soweit sie heute noch erahnbar sind, bildeten entweder ein Quadrat mit Wat Chedi Yot Thong im Zentrum, oder ein Rechteck, auf dessen Ost-West-Achse etwas nach Westen versetzt sich der Tempel befand. Auf jeden Fall ist er der wahrscheinliche Standort des Haupttempels der Stadt.

## Baugeschichte

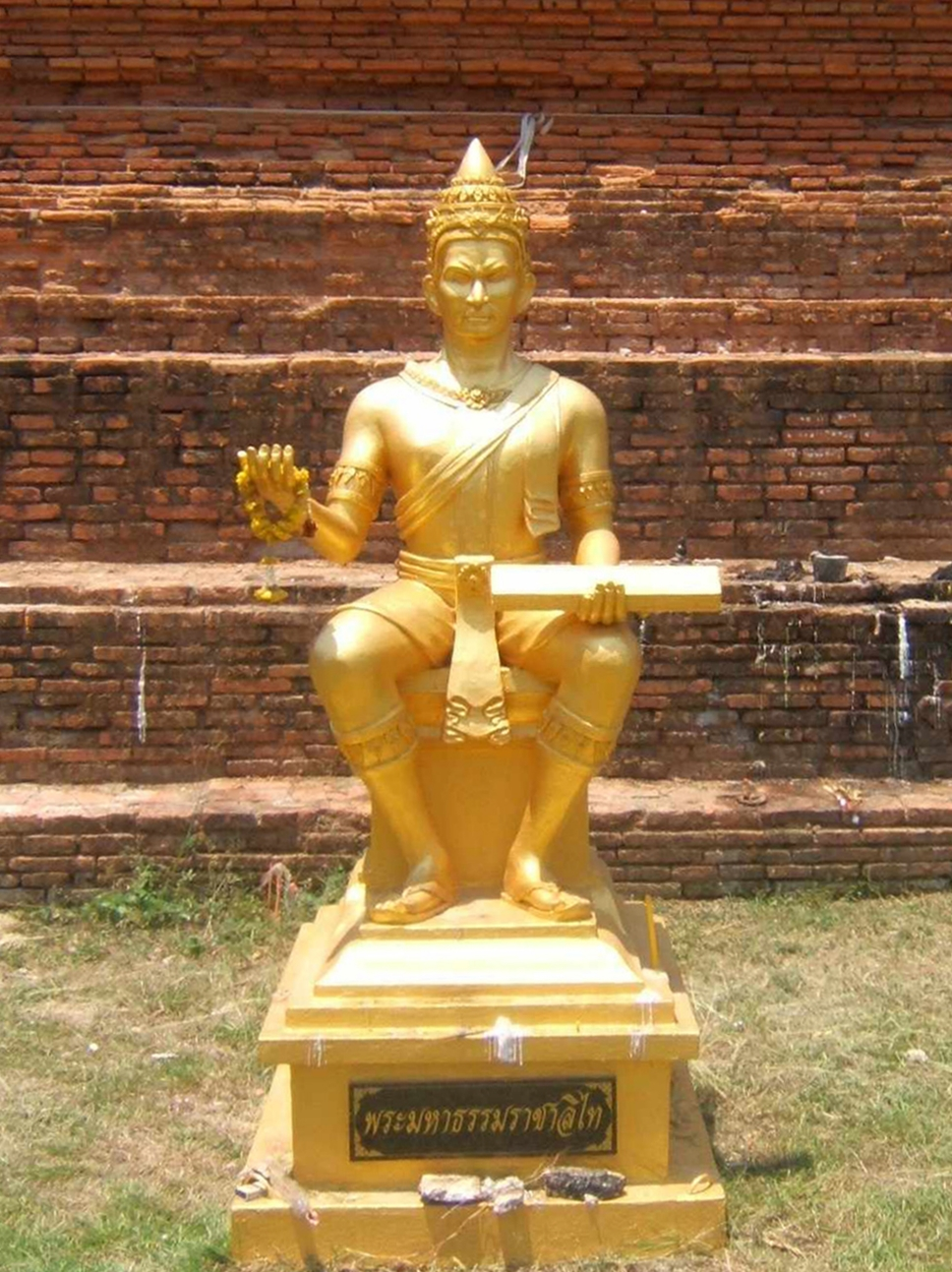
Statue König Li Thais vor dem Chedi

Ein genaues Gründungsdatum von Wat Chedi Yot Thong ist unbekannt. Aufgrund der Inschrift VIII (III/13) lässt sich annehmen, dass König Li Thai (Thai: พญาลิไท, auch Maha Thammaracha I.) den Chedi Yot Thong in den 1360er Jahren restaurieren ließ, also lange bevor Wat Mahathat gegründet wurde.

## Sehenswürdigkeiten
Wat Chedi Yot Thong ist der einzige Tempel in Phitsanulok, der noch eine originale, 20 Meter hohe Chedi, deren Spitze die Form einer Lotus-Knospe aufweist, wie sie typisch für die Sukhothai-Zeit war. Auf dem Gelände befinden sich Gebäude für Mönche (Kuti), die an einem kleinen Lotusteich liegen. Ein heute noch vorhandener weiterer Bau stammt aus neuerer Zeit.